# San Gerónimo Tonacalco
San Gerónimo Tonacalco är en ort i Mexiko.   Den ligger i kommunen Zongolica och delstaten Veracruz, i den sydöstra delen av landet, 240 km öster om huvudstaden Mexico City. San Gerónimo Tonacalco ligger 785 meter över havet och antalet invånare är 156.
Terrängen runt San Gerónimo Tonacalco är kuperad norrut, men söderut är den bergig. San Gerónimo Tonacalco ligger nere i en dal. Runt San Gerónimo Tonacalco är det ganska tätbefolkat, med 155 invånare per kvadratkilometer. Närmaste större samhälle är Zongolica, 2,4 km väster om San Gerónimo Tonacalco. I omgivningarna runt San Gerónimo Tonacalco växer i huvudsak städsegrön lövskog.